# Armando Ottaviano Quintavalle
Armando Ottaviano Quintavalle (* 1. Januar 1894 in Neapel; † 1967 in Modena) war ein italienischer Kunsthistoriker.
Von 1934 bis 1937 war er Direktor des Archäologischen Museums in Parma, 1939 wurde er Soprintendente alle Galerie di Parma bzw. der Provinzen Parma und Piacenza, dazu zwischen März 1940 und Februar 1942 auch Soprintendente von Modena und Reggio Emilia. 1959 trat er in den Ruhestand.
Quintavalle war mit Augusta Ghidiglia (1904–1988) verheiratet. Ihr Sohn Arturo Carlo Quintavalle (* 1936) wurde ebenfalls Kunsthistoriker.

## Veröffentlichungen (Auswahl)
- La Pinacoteca del Museo Nazionale di Napoli. Rom 1932.
- La regia Galleria di Parma. Rom 1939.